# Politica di Cipro
La politica cipriota è nettamente distinta in due parti, quella della comunità greco-cipriota che esprime la Repubblica di Cipro e quella turco-cipriota della Repubblica Turca di Cipro Nord. Anche nella Costituzione del 1960, per quanto sospesa in pratica a partire dal 1963, le due comunità eleggevano separatamente i propri rappresentanti sia al Parlamento che alla presidenza (o vice-presidenza per i turco-ciprioti).

## Politica greco-cipriota

### Assetto istituzionale
La Repubblica di Cipro è di tipo presidenziale, la costituzione del 1960 prevede l'elezione diretta del Presidente della Repubblica, eletto a suffragio universale. Il presidente resta in carica per cinque anni ed esercita le sue funzioni esecutive attraverso un Consiglio dei ministri da lui nominato e presieduto.
L'ordinamento politico di Cipro si basa su un sistema monocamerale, la Camera dei Rappresentanti, formata da 80 membri (56 greco-ciprioti, 24 turco-ciprioti) eletti con il sistema proporzionale, che restano in carica per cinque anni. I 24 seggi riservati ai turco-ciprioti sono attualmente vacanti a seguito di una disputa istituzionale avvenuta nel 1963. Sistema elettorale proporzionale con soglia di sbarramento al 1,8%
Il potere giudiziario è composto dalla Corte Suprema il più alto organo giudiziario e dai tribunali distrettuali.

### Rappresentanza nelle istituzioni europee
- Membri della Commissione europea: 1 su 25.
- Seggi nel Parlamento eueopeo: 6 su 732.
- Voti nel Consiglio dell'Unione europea: 4 su 321 (dal 1º novembre 2004):
- Rappresentanti nel Comitato delle regioni: 6 su 317.
- Rappresentanti nel Comitato economico e sociale: 6 su 317.
- Membri della Corte dei Conti europea: 1 su 25.
- Giudici della Corte di Giustizia della comunità europee: 1 su 25.

### Presidenti della Repubblica
Dato il sistema fortemente presidenziale della Repubblica, la carica di Presidente è quella che maggiormente influenza la politica nazionale. Dopo l'epoca di Makarios che restò in carica dall'indipendenza sino alla sua morte e fu sempre rieletto con ampi margini, le elezioni che si svolgono ogni cinque anni sono l'evento più importante della politica cipriota.

### Partiti politici
- AKEL - Partito comunista
- DISY - di centro-destra, aderisce al Partito Popolare Europeo, ed è attualmente il partito di maggioranza in parlamento
- DIKO - di centro, partito del Presidente Papadopoulos

## Politica turco-cipriota
Nel corso del 2004 per la prima volta, con l'elezione di Mehmet Ali Talat come primo ministro dell'auto-proclamata Repubblica Turca di Cipro Nord, la comunità turco-cipriota ha espresso un leader diverso da Rauf Denktash, che comunque conserva la carica di Presidente.